# 6480 Scarlatti
6480 Scarlatti este un asteroid din centura principală de asteroizi.

## Descriere
6480 Scarlatti este un asteroid din centura principală de asteroizi. A fost descoperit pe 12 august 1988 la Observatoire de Haute-Provence de Eric Walter Elst. Asteroidul prezintă o orbită caracterizată de o semiaxă mare de 2,37 ua, o excentricitate de 0,23 și o înclinație de 2,4° în raport cu ecliptica.